# Inorganic Chemistry
Inorganic Chemistry is een wetenschappelijk tijdschrift met peer review, dat wordt uitgegeven door de American Chemical Society. De naam wordt gewoonlijk afgekort tot Inorg. Chem. Het tijdschrift publiceert onderzoek uit de anorganische chemie.
Het tijdschrift werd opgericht in 1962. In 2017 bedroeg de impactfactor van het tijdschrift 4,700.